# Pulfrich-effect
Het Pulfrich-effect is een neuro-fysiologisch verschijnsel en een optische illusie, die in 1922 door de Duitse natuurkundige Carl Pulfrich (1858-1927) werd ontdekt.
In een klassiek experiment kijk je naar de slinger van een klok die recht voor je staat; als een van de twee ogen is afgedekt met een grijsfilter – een zonnebril volstaat – dan ontstaat de illusie dat de slinger een ellipsvormige baan beschrijft.
Algemener geformuleerd houdt het Pulfrich-effect in, dat een laterale beweging van een contrasterend object in het gezichtsveld, wordt ervaren als een beweging met een diepte-component. Deze formulering schetst een aantal elementen om dit effect te laten optreden:
- een donker voorwerp tegen een lichte achtergrond (of andersom),
- een laterale beweging –dus dwars op de kijkrichting– van dat voorwerp in het gezichtsveld,
- een van de twee ogen is afgedekt met een grijsfilter, een zonnebrilglas, of iets dergelijks zodat veel minder licht in dat oog wordt opgevangen.

Er zijn een aantal oogziekten waarbij dit effect zonder uitwendig grijsfilter optreedt, doordat kennelijk in één oog een inwendig "grijsfilter" aanwezig is.
De verklaring van het Pulfrich-effect wordt gezocht in het feit dat de fysiologische signaalverwerking wordt vertraagd als er minder licht in het oog wordt opgevangen.
Het Pulfrich-effect wordt soms gebruikt om een stereoscopisch beeld te verkrijgen.
Maakt men een opname met een filmcamera die zijwaarts beweegt (wat al een goede diepte-indruk geeft) en houdt men voor een oog een grijsfilter, dan ziet men stereo.

## Het Pulfrich effect en het waarnemen van sterrenkundige objecten
Het Pulfrich effect treedt ook op als men bepaalde sterrenkundige objecten waarneemt met behulp van een telescoop.  Zo komt de open sterrenhoop NGC 2362 in het sterrenbeeld Canis Major (Grote Hond) tijdens het lichtjes heen en weer bewegen van de telescoop opmerkelijk "achter" ten opzichte van de helderste ster binnen deze sterrenhoop (de ster Tau Canis Majoris). Deze ster kreeg dankzij dit optisch verschijnsel de bijnaam Mexican Jumping Star. Een ander voorbeeld is de ster Epsilon Pegasi (Enif) in het sterrenbeeld Pegasus.  

## Het Pulfrich effect en nachtelijke weggebruikers
Gezien het feit dat zwak verlichte (en zich snel bewegende) objecten visueel steeds achter lijken te komen op hun werkelijke lokaties (te wijten aan het Pulfrich effect) moet men daar zeker rekening mee houden tijdens het zich verplaatsen in het nachtelijk verkeer. De volgende vragen kunnen daarbij gesteld worden:
- Komt een zwak verlichte en moeilijk zichtbare auto achter op de heldere naderende koplampen ervan?

Anderzijds:
- Komen de rode achterlichten voor ten opzichte van een zwak verlichte en moeilijk zichtbare (zich snel verwijderende) auto?

Met andere woorden:
- Bevinden de rode achterlichten zich reeds ver "voor" de verwijderende auto?